# 家庭教會
家庭教會（英語：House Church或Home Church）是指基督教教會運作上的一種方式，信徒在某個私人的家中舉行崇拜儀式，而非在教堂舉行。這些信徒可能屬於一個更大的宗教團體，但也有些是獨立的，且視家庭教會為信徒社區的基礎。
這些信徒聚集在家庭教會的原因可能是組織過小，而家宅是最合適的場所。
特別地，「家庭教會」也可指中國大陸的「中國家庭教會」，其中一些家庭教會規模甚至可能和正規的教會相當，其成因更多是因為信徒不認可政府管理的三自教會而非規模不足。因此，家庭教會在中國大陸長期處於灰色地帶。